# Club Atlético Deva
El Club Atlético Deva es un club de fútbol de la localidad de Unquera, en Val de San Vicente
(Cantabria) España. Fue fundado en 1950 y actualmente milita en la Segunda Regional.
Debe su nombre al río Deva, junto al que está situada la localidad de Unquera y que separa el Principado de Asturias de Cantabria.

## Uniforme
- Primer uniforme: Camiseta roja, pantalón azul y medias rojas.
- Segundo Uniforme: Camiseta amarilla, pantalón azul y medias azules.

## Datos del club
- Temporadas en 1.ª: 0
- Temporadas en 2.ª: 0
- Temporadas en 2.ªB: 0
- Temporadas en 3.ª: 10 (1997-98, 1999-00 a 2004-05, 2007-08 a 2009-10)
- Mejor clasificación en Tercera: 5.º (1999-00, 2000-01)

## Palmarés
- Campeón de Regional Preferente (3): 1996-97, 1998-99 y 2006-07
- Campeón de Primera Regional (1): 1985-86
- Campeón de Tercera Regional (2): 1971-72 y 1973-74

### Trofeos amistosos
- Memorial Mario García Martínez (1): 2012[2]